# NApOc Purus (G-152)
O NApOc Purus (G-152) é um navio de apoio oceânico da classe Mearim, pertencente à Marinha do Brasil. A embarcação é a terceira integrante classe e a terceira belonave a ser nomeada desta forma na frota. O Purus, junto com seus companheiros de classe, foi comissionado a 9 de julho de 2018, sendo entregue subsequentemente ao 5° Distrito Naval.